# Steve Kmak
Steve "Fuzz" Kmak, född 1970, är en amerikansk basist och tidigare medlem i rockbandet Disturbed, vilket han var med och startade 1996. Han var med på bandets två första album innan han lämnade det tidigt 2003. Han ersattes av John Moyer.